# Rubraea petraea
Rubraea petraea is een vlinder uit de familie van de Nymphalidae. De wetenschappelijke naam van de soort is voor het eerst gepubliceerd in 1847 door Jean Baptiste Boisduval.

## Verspreiding
De soort komt voor in Oost-Kenia, Tanzania, Zuid-Malawi, Mozambique, Oost-Zimbabwe en Zuid-Afrika.

## Waardplanten
De rups leeft op Oncoba tettensis (Klotzsch) Gilg (Salicaceae) en Xylotheca kraussiana Hochst. (Achariaceae).